# 颱風玲玲 (2001年)
颱風玲玲 (Lingling) 是2001年太平洋颱風季的一個熱帶氣旋。

## 气象历史
11月6日於馬尼拉東南約750公里處形成為一熱帶低氣壓，它向西北偏西移動，於菲律賓南萊特省希努南岸登陸，翌日增強為一熱帶風暴。玲玲在11月8日進一步增強為一強烈熱帶風暴，並為菲律賓帶來暴雨。玲玲在11月9日進入南海後增強為一颱風並向西推進，不久便增强为四级台风。11月12日的清晨，玲玲在登陸越南富安省虬江市社前不久減弱為一強烈熱帶風暴。該日稍後它移入內陸並迅速減弱，於晚上在柬埔寨北部變為一個低壓區。

## 影響
在玲玲的吹襲下，菲律賓中部和南部最少有200人死亡，130人受傷及137人失蹤。越南中部最少有18人死亡及超過70人受傷，大量房屋被毀，導致12000人無家可歸。

## 外部連結
- . 國立情報學研究所. （英文）